# Butch Patrick
Pour les articles homonymes, voir Patrick.
Butch Patrick est un acteur né le 2 août 1953 à Los Angeles.

## Filmographie

### Cinéma
- 1961 : The Two Little Bears : Billy Davis
- 1962 : Hand of Death : Davey, le garçon sur la plage
- 1962 : Pressure Point : Imaginary Playmate
- 1963 : Un enfant attend (A Child Is Waiting) : Un joueur de football
- 1963 : Le Collier de fer (Showdown) : le frère de Buster Reeder
- 1964 : One Man's Way : John Peale
- 1969 : 80 Steps to Jonah de Gerd Oswald : Brian
- 1966 : Frankenstein et les faux-monnayeurs (Munster, Go Home) : Eddie Munster (en)
- 1970 : La Porte Magique (The Phantom Tollbooth) : Milo
- 1971 : The Sandpit Generals : No Legs
- 1991 : Scary Movie : Eddie
- 2000 : Magic Al and the Mind Factory (vidéo) : Sam le sorcier
- 2003 : Dickie Roberts: Ex-enfant star : lui-même
- 2005 : Frankenstein vs. the Creature from Blood Cove : Le loup-garou transformé
- 2006 : Spaced Out (vidéo) : barman
- 2009 : It Came from Trafalgar : Roy Autry
- 2009 : Kitaro's Graveyard Gang : l'homme-loup (voix)
- 2010 : Soupernatural : l'homme au couteau
- 2010 : Eat Me (court métrage) : Flipper
- 2011 : Kitaro's Graveyard Gang : l'homme-loup (voix)
- 2012 : Young Blood: Evil Intentions
- 2014 : Zombie Dream : Butch
- 2015 : Bite School : Butch
- 2019 : He Drives at Night : Edward Talmadge
- 2022 : The Munsters : Tin Can Man (voix)
- 2022 : Horrortales.666 Part 3 : Détective Mike (voix)
- 2022 : Quakeasaurus : Mayor Myers
- 2023 : Old Man Jackson : Prêtre Edwin Mumsford
- 2023 : River Beauty : M. Corman
- 2024 : Camp Blood 9: Bride of Blood : Forest Ranger
- 2024 : Phil Herman's Unearthed : Missing Person 3

### Télévision
- 1961 : The Detectives (série TV) : Bobby
- 1962 : Ben Casey (série TV) : Billy
- 1962-1971 : Mes trois fils (série TV) : Elmore Crocker / Gordon Dearing / le jeune garçon (3 épisodes)
- 1962 : Alcoa Premiere (série TV) : Wesley / Tommy (2 épisodes)
- 1962 : Les Incorruptibles (série TV) : Charlie
- 1963 : Hôpital central (série TV) : Johnny Mercer
- 1963 : The Real McCoys (série TV) : Greg Howard
- 1963 : Les Aventuriers du Far West (série TV) : Tommy
- 1963 : Bonanza (série TV) : Jody Fletcher
- 1963-1964 : Monsieur Ed, le cheval qui parle (série TV) : Stevie / Tommy Slater (2 épisodes)
- 1963 : Mon Martien favori (série TV) : Stevie
- 1964 : Rawhide (série TV) : Danny
- 1964 : Gunsmoke (série TV) : Runt
- 1964-1966 : Les Monstres (série TV) : Eddie Munster (en) (71 épisodes)
- 1965 : Marineland Carnival (téléfilm) : Eddie Munster (en)
- 1966 : Pistols 'n' Petticoats (série TV) : Chad Turner
- 1966-1967 : Jinny de mes rêves (série TV) : Richard
- 1967 : Gunsmoke (série TV) : Tom John
- 1967 : Les Monkees (série TV) : Melvin
- 1968 : The Young Loner (téléfilm) : Bumper
- 1968 : Le Monde merveilleux de Disney (série TV) : Bumper / Frank Wilson (2 épisodes)
- 1968 : Cher oncle Bill (série TV) : Frankie
- 1969 : Daniel Boone (série TV) : Black Cat Jack
- 1969 : Docteur Marcus Welby (série TV) : Sailor Ballinger
- 1969-1970 : Adam-12 (série TV) : Paul Foster / Tony Niccola (2 épisodes)
- 1970 : Headmaster (série TV) : Ritchie
- 1971 : Lidsville (série TV) : Mark
- 1971-1972 (série TV) : Jerry / Freddie / Gary... (5 épisodes)
- 1974 : Shazam! (série TV) : Jack
- 1974 : Lucas Tanner (série TV) : Bill
- 1974 : L'Homme de fer (série TV) : Barney Parkos
- 1995 : Les Monstres (téléfilm) : Apparition dans le restaurant (caméo)
- 1999 : Les Simpson (série TV) : lui-même (voix)
- 2002 : Macabre Theatre (série TV) : Eddie Munster (en) (5 épisodes)
- 2009 : Life's a Butch (série TV) : Butch
- 2020 : TV Therapy (série TV) : Eddie Munster (en)
- 2023 : The Daniel Baldwin Show : invité